# Celine Goričke
Celine Goričke is een plaats in de gemeente Marija Gorica in de Kroatische provincie Zagreb. De plaats telt 106 inwoners (2001).

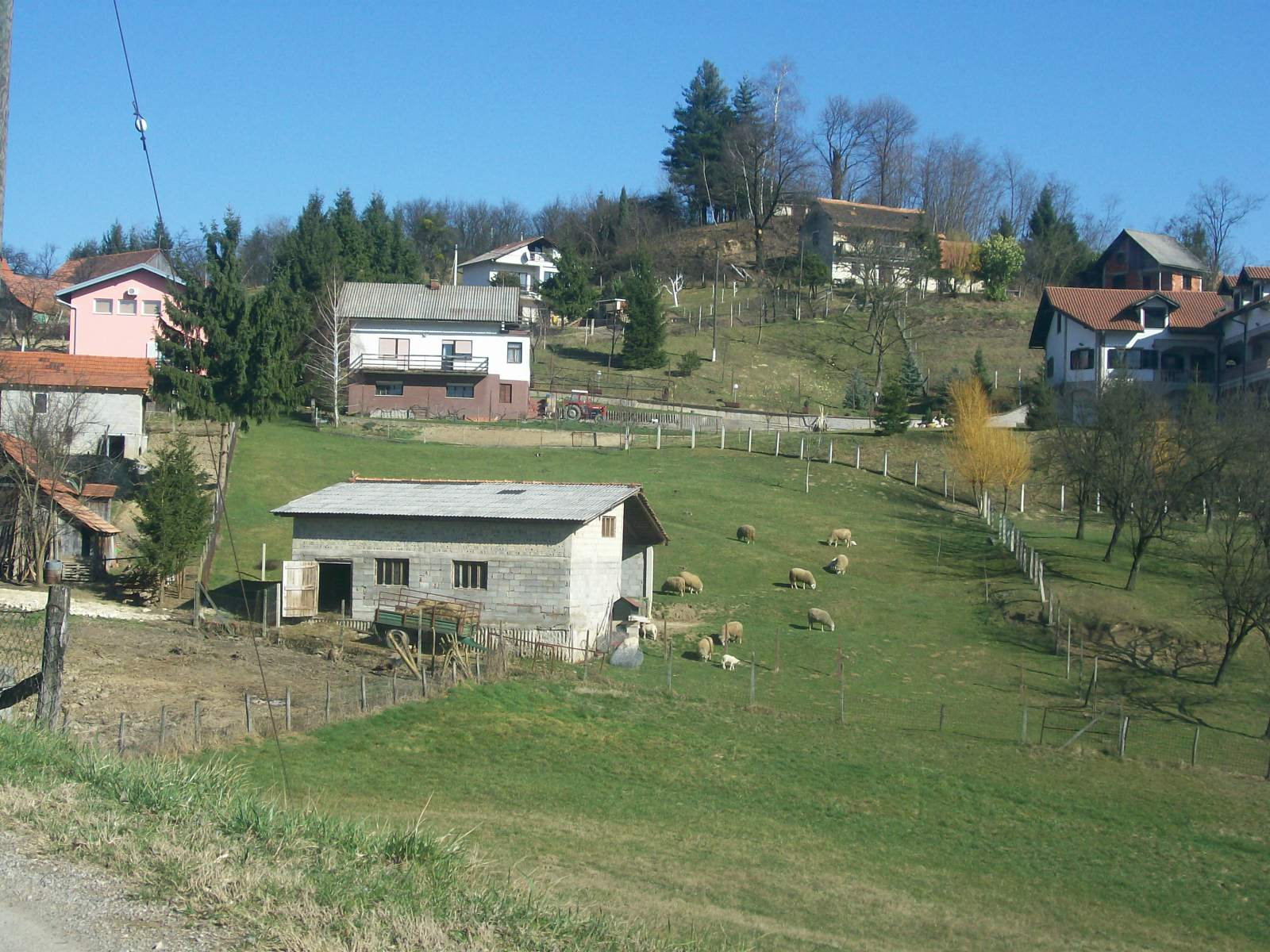
Celine Goričke (2008)